# Maughold-Stein
Der Maughold-Stein ist eine Steinplatte sowohl mit einer Runeninschrift als auch mit Ogham-Zeichen, die im Jahr 1900 während ausgedehnter Reparaturarbeiten in der Wand der Pfarreikirche von Maughold, Isle of Man, gefunden wurde. Diese Steinplatte wurde dann im Dezember 1900 dem Historiker Philip Moore Callow Kermode vom Pfarrer der Kirche überbracht.

## Fundbeschreibung
Die Steinplatte ist 33 cm lang, 33 cm breit und 6,4 cm dick. Die einzelnen Runen sind jeweils um die 3,8 cm hoch. Die Breite und die Tiefe der Einritzungen betragen jeweils etwa 0,8 mm. Die Runeninschrift, die aus einem Satz und den ersten 15 (statt der 16) Zeichen der jüngeren Runenreihe besteht, ist mit den Kurzzweigrunen des jüngeren Futhark eingeritzt. Die Wörter des Satzes werden statt durch die sonst meistens verwendeten senkrecht verlaufenden Punkte durch kleine Kreuzchen getrennt. Auf das auf dem Stein letzte Zeichen ᛚ (l) der fast kompletten Runenreihe folgt unmittelbar ein kleines Kreuz als Schlusszeichen der gesamten Runeninschrift. Somit kann das sonst übliche letzte Zeichen ᛦ des jüngeren Futhark, das ein mit dem Gaumen gebildetes R ist (palataler Laut), also nicht abgebrochen gewesen sein. Der Schreiber hatte es wahrscheinlich bewusst weggelassen, da das Palatal-R wegen des sprachlichen Lautwandels inzwischen überflüssig geworden war.

Runeninschrift:
ᛁᚢᛆᚿ᛬ ᛓᚱᛁᛌᛐ᛬ ᚱᛆᛁᛌᛐᛁ᛬ ᚦᛁᛌᛁᚱ᛬ ᚱᚢᚿᚢᚱ
(ᚠ)ᚢᚦᚭᚱᚴᚽᚿᛁᛆᛌᛐᛓᛘᛚ᛭
Übertragung:
(i)uan: brist: raisti: þisir: runur
(f)uþorkhniastbml+
Übersetzung des Satzes:
Johannes, (der) Priester, ritzte diese Runen.
Ogham-Inschrift:
Unterhalb der Runenschrift befinden sich auf der Steinplatte die ersten zwei Fünfergruppen (alitirisch aichmi). Die einzelnen Zeichen sind sehr deutlich und gerade geritzt.
᚛ᚁᚂᚃᚄᚅᚆᚇᚈᚉᚊ᚜
Übertragung:
BLFSNHDTCQ oder auch BLVSNHDTCQ

## Datierung
Der Priester Iuan ritzte auch die Runen einer Inschrift eines anderen Steins, die beim Keeill Woirrey im Parish Maughold gefunden wurde und auf nach 1148 datiert werden konnte. So ist die Runenschrift sehr wahrscheinlich ab oder nach der Mitte des 12. Jahrhunderts entstanden, was in der Forschung unbestritten ist.
Sehr unstimmig dagegen beurteilt die Fachwelt die Einritzung der Oghamzeichen. Die Datierungen reichen von 820 bis 1190. Ziemlich einig ist sich aber die Forschung, dass die Ogham-Einritzung zeitlich weit vor der Anfertigung der Runeninschrift entstanden sein muss.

## Fundverbleib
Früher war der Fund im Manx Museum in Douglas, der Hauptstadt der Insel Man, zu besichtigen. Heute befindet sich der Fund im Cross House in Maughold.

## Besonderheit
Der Maughold-Stein ist einer von nur zwei bekannten Steinen, der Inschriften auf demselben Stein sowohl in Ogham als auch in Runen aufweist. Lediglich der Ogham-Runenstein von Killaloe, der in Irland entdeckt wurde, weist noch sowohl eine Runeninschrift als auch eine Ogham-Inschrift auf.